# San Valentino Torio
San Valentino Torio é uma comuna italiana da região da Campania, província de Salerno, com cerca de 9.258 habitantes. Estende-se por uma área de 9 km², tendo uma densidade populacional de 1029 hab/km². Faz fronteira com Nocera Inferiore, Pagani, Poggiomarino (NA), San Marzano sul Sarno, Sarno, Scafati, Striano (NA).

## Demografia
| Variação demográfica do município entre 1861 e 2011                               |
|                                                                                   |
| Fonte: Istituto Nazionale di Statistica (ISTAT) - Elaboração gráfica da Wikipedia |